# NIC-18A
La NIC-18A es una autopista nacional catalogada como troncal principal ubicada en Nicaragua. La carretera inicia en el Este en la Rotonda de Catarina con la NIC-11B hasta finalizar en el Oeste con la NIC-1, Niquinohomo, Departamento de Masaya.